# Buraki (Zaniewicze)
Buraki – część wsi Zaniewicze na Białorusi, w obwodzie grodzieńskim, w rejonie grodzieńskim, w sielsowiecie Indura.
W dwudziestoleciu międzywojennym okolica leżała w Polsce, w województwie białostockim, w powiecie grodzieńskim, w gminie Indura.
Według Powszechnego Spisu Ludności z 1921 roku ówczesną okolicę zamieszkiwało 153 osoby, 144 było wyznania rzymskokatolickiego a 9 prawosławnego. Wszyscy mieszkańcy zadeklarowali polską przynależność narodową. Było tu 34 budynki mieszkalne.
Miejscowość należała do parafii rzymskokatolickiej w Zaniewiczach i parafii prawosławnej w Indurze.
Podlegała pod Sąd Grodzki w Indurze i Okręgowy w Grodnie; właściwy urząd pocztowy mieścił się w Indurze.